# CHEERFUL MONSTERS
『チアフル・モンスター』（CHEERFUL MONSTERS）は日本の音楽ユニット、インスタントシトロンのアルバム。1997年10月22日に東芝EMI（現：EMIミュージック・ジャパン）から発売された。キャッチコピーは「Always Kids Heart」。

## 概要
スーパーバイザーとして田中知之（Fantastic Plastic Machine）が参加し、子供による英語詞のコーラスや、高音にピッチ加工した声（『アルビンとチップマンクス』のオマージュ）による寸劇などを取り入れたユニークな楽曲構成となっている。なおアルバムタイトルおよび収録曲「Adventure monsters」は、ゲームソフト『ポケットモンスター』にインスパイアされたものである。
このアルバムをもって、インスタントシトロンはメジャー・レーベルから離れて活動する。
発売時は全6曲のミニ・アルバム扱いだったが、2001年10月にシングル4曲を追加したフル・アルバム『CHEERFUL MONSTERS +4』としてドリームスヴィルレコードより再発された。
2021年6月9日にリイシュー（復刻）盤としてアナログレコードがユニバーサルミュージックより数量限定発売（収録曲は『+4』と同様）。

## 収録曲
1. I'm hip
2. Walkin' in wonderland
3. in the classroom
4. Magic pop lolipop
5. My thing
6. Adventure monsters
7. にじますの街角（再発盤のみ） - 3rdシングル。ゆうちょフレッシャーズ・キャンペーンCMソング。
8. So fine（再発盤のみ） - 3rdシングルのカップリング曲。
9. Summertime in the place（再発盤のみ） - 4thシングル。
10. 星のめぐり～ starwheel（再発盤のみ） - 4thシングルのカップリング曲。

作詞：片岡知子、長瀬五郎（#7）　作曲：長瀬五郎、田中知之（#3）　編曲：GORO/TOMOKO、田中知之（#1）

ストリングスアレンジ：片岡知子、長谷川智樹（#7）　ホーンアレンジ：山本拓夫、片岡知子

## 主な参加ミュージシャン
- 片岡知子 - ボーカル、スキャット、コーラス、キーボード、シンセサイザー、タンバリン、グロッケンシュピール、ウィンドチャイム
- 長瀬五郎 - アコースティックギター、エレクトリックギター、コーラス、プログラミング
- 田中知之 - サンプリング、コーラス
- 伊藤俊治 - プログラミング
- YOSHIÉ - ドラムス、パーカッション
- 渡辺等 - ウッドベース（#2,#4）、エレクトリックベース（#5,#6）
- 河合代介 - ピアノ（#2,#4,#5,#6）、オルガン（#2）、チェレスタ（#4,#6）、ローズ・ピアノ（#5）
- 山本拓夫 - フルート、ピッコロ
- 金原千恵子ストリングス - ストリングス

※以下は再発盤収録曲に参加
- 村松邦男 - エレクトリックギター、エレクトリックベース（#7,#8）
- 沖山優司 - エレクトリックベース（#8,#9）
- 寺谷誠一 - ドラムス（#7,#8,#10）
- 夏秋冬春 - ドラムス（#9）
- 冨田譲 - ピアノ（#7）、ローズ・ピアノ（#8）
- 旭純 - ピアノ（#8）
- 中山努 - オルガン（#9）、ローズ・ピアノ（#9）、ピアノ（#10）、アコーディオン（#10）
- 里村美和 - パーカッション（#8）
- 三沢またろう - パーカッション（#10）
- 荒木敏男 - トランペット（#8）
- 西村浩二 - トランペット（#8）
- 村田陽一 - トロンボーン（#8）
- 山本拓夫 - アルトサックス（#8）
- 比山貴咏史 - コーラス（#8）
- ジャッキー高橋、スージーキム - コーラス（#9）
- Joe Strings - ストリングス（#7）
- 桑野グループ - ストリングス（#9）